# Treinongeval bij Capelle aan den IJssel
Het treinongeval bij Capelle aan den IJssel vond plaats op 15 november 1899. De uit Vissingen komende posttrein 80bis, ook bekend als de 'bliksemtrein', vervoerde als boottrein post en reizigers uit Engeland via de Ceintuurbaan richting Utrecht. Hij botste rond acht uur 's ochtends vlak bij station Capelle aan den IJssel in Capelle aan den IJssel achterop een stoptrein die vanaf het Maasstation in Rotterdam was vertrokken richting Gouda. Dikke mist en natte rails maakten dat de machinist van de boottrein niet snel genoeg kon remmen.
Er vielen acht doden en twaalf gewonden. Het was de ergste treinramp in Nederland in de 19e eeuw.

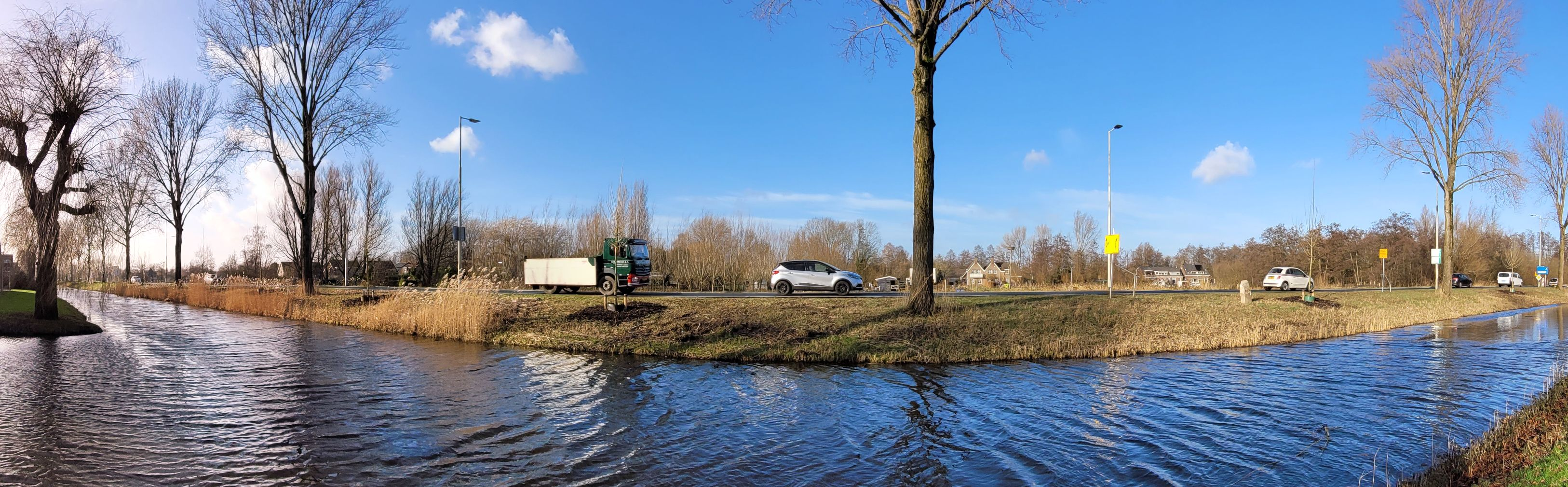
De locatie van het ongeval in januari 2024

## Galerij

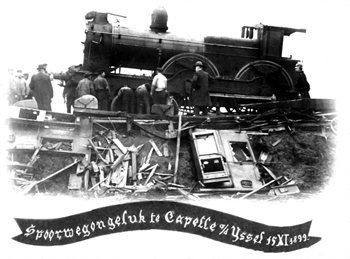
Spoorwegongeluk bij Capelle aan den IJssel op 15 november 1899
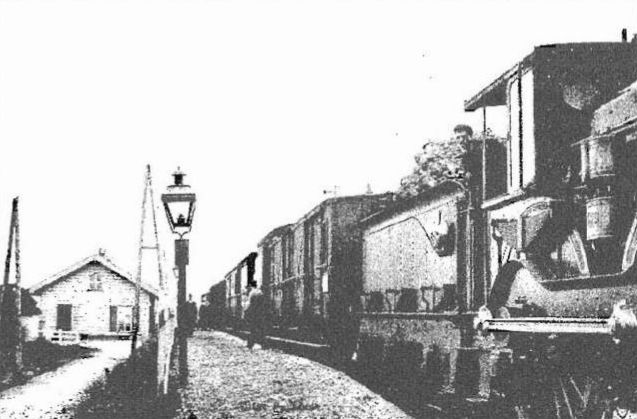
Het eerste station van Capelle aan den IJssel, het ongeval gebeurde luttele meters hiervandaan
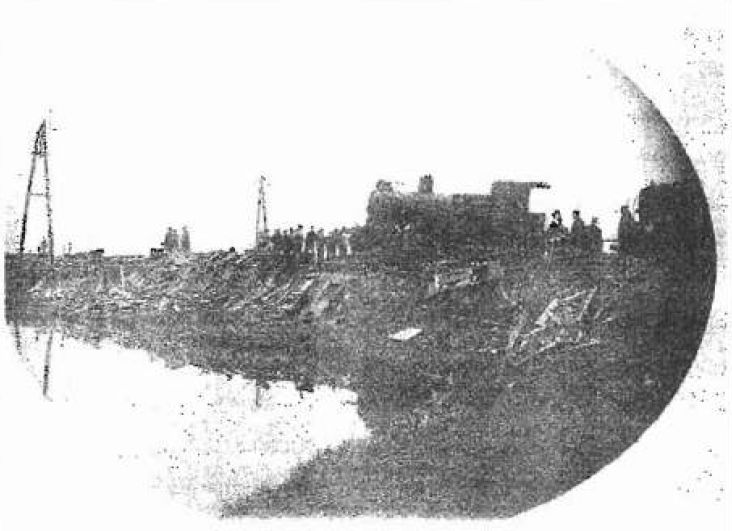
Rampplaats gezien vanaf het land achter de 's-Gravenweg
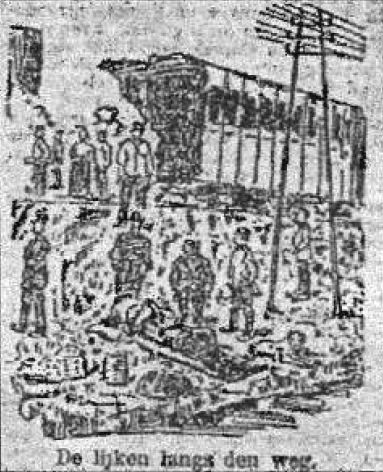
De lijken langs den weg. - krantenillustratie
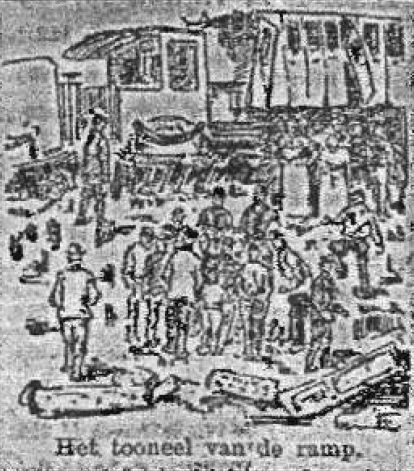
Het tooneel van de ramp. - krantenillustratie